# Karina Sævik
Karina Sævik (Sandnes, 24 marzo 1996) è una calciatrice norvegese, centrocampista del Vålerenga e della nazionale norvegese.

## Carriera

### Nazionale
Sævik inizia ad essere convocata dalla federazione calcistica della Norvegia (Norges Fotballforbund - NFF) fin dal 2011, per indossare inizialmente le maglie delle formazioni Under-15 e Under-16, giocando con queste solamente in amichevole, per essere aggregata quello stesso anno alla Under-17 dove debutta il 4 ottobre, nel primo incontro delle qualificazioni all'Europeo 2012 di categoria, dove sigla una delle reti con cui la Norvegia si impone per 11-0 sulle pari età della Lituania. Disputa in seguito la seconda parte delle qualificazioni all'Europeo 2013 di categoria, fallendo, come nella sessione precedente, l'accesso alla fase finale.
Sempre del 2013 è il suo debutto con la formazione Under-19, chiamata in occasione della doppia amichevole del 27 e 29 ottobre con l'Inghilterra, per essere poi impiegata nel corso del Torneo di La Manga e in alcune amichevoli prima dell'inizio dell'Europeo 2014 che quell'anno si disputa nel proprio paese. Qui scende in campo in due occasioni tra cui la semifinale persa 2-0 con la Spagna. Oltre ad essere chiamata a La Manga anche per l'edizione 2015, disputa le qualificazioni all'Europeo di Israele 2015, alla quale la sua nazionale accede come migliore seconda. Sævik gioca tutti i sei incontri delle due fasi di qualificazione e i tre del gruppo B della fase a gironi, dove la Norvegia con una vittoria un pareggio e una sconfitta si classifica al terzo posto venendo eliminata dal torneo. Il pareggio a reti involate con l'Inghilterra, l'ultimo incontro disputato nel torneo, è anche l'ultima partita giocata da Sævik con l'U-19.
Dopo la parentesi dell'Under-23, 14 presenze e una rete siglata tra il 2016 e il 2019, arriva la prima convocazione in nazionale maggiore, chiamata dal Commissario tecnico Martin Sjögren per l'edizione 2019 dell'Algarve Cup, dove viene impiegata in due incontri nel corso del torneo, tra cui la finale vinta sulla Polonia dove al 74' segna la rete che fissa il risultato sul 3-0 e assegna il quinto trofeo della manifestazione alla nazionale scandinava.
Dopo di allora Sjögren continua a concederle fiducia, decidendo di inserirla nella lista delle 23 calciatrici convocate per il Mondiale di Francia 2019, per poi impiegarla in tutti i cinque incontri giocati dalla sua nazionale fino ai quarti di finale dove, battuta 3-0 dall'Inghilterra, viene eliminata dal torneo.

## Palmarès

### Club
- Campionato norvegese: 2

Vålerenga: 2023, 2024
- Coppa di Norvegia: 1

Vålerenga: 2024

### Nazionale
- Algarve Cup: 1

2019